# 이상배 (1939년)
이상배(李相培, 1939년 10월 10일 ~ )는 대한민국의 공무원, 정치인이다. 총무처 장관, 서울특별시장, 제15·16·17대 국회의원을 역임하였다. 본관은 경주이며,  경상북도 상주 출신이다.

## 학력
- 은척국민학교 졸업
- 상주중학교 졸업
- 1958년 경기고등학교 졸업
- 1962년 서울대학교 법과대학 법학 학사

## 경력
- 1961년 : 행정고시 합격
- 1966.03 ~ 1967.11 : 경상북도 울진군수
- 1971.08 ~ 1973.11 : 경상북도 안동시장
- 1980.05 ~ 1980.10 : 경상북도 부지사
- 1984.10 ~ 1986.01 : 내무부 차관보
- 1986.01 ~ 1988.05 : 경상북도지사
- 1988.05 ~ 1989.07 : 환경청장
- 1989.07 ~ 1990.03 : 내무부 차관
- 1990.03 ~ 1991.12 : 대통령비서실 행정수석비서관
- 1991.12 ~ 1992.06 : 총무처 장관
- 1992.06 ~ 1993.02 : 서울특별시장
- 제15·16·17대 국회의원 (경북 상주시 / 한나라당)
  - 한나라당 정책위원회 의장
  - 국회 저출산 및 고령화사회대책특별위원회 위원장
  - 국회 농림해양수산위원회 위원장
  - 국회 헌법재판소장인사청문특별위원회 위원장
  - 국회 정치관계법특별위원회 위원장
- 2009.12 ~ 2013.11 : 제12대 정부공직자윤리위원회 위원장
- 자유한국당 상임고문
- 미래통합당 상임고문
- 국민의힘 상임고문

## 상훈
- 1984년 : 홍조근정훈장
- 1991년 : 황조근정훈장
- 1993년 : 청조근정훈장

## 자녀
- 이동훈(李東勳, 1967년~) : 금융인, 2001년 미국 뉴욕에서 일어난 9·11 테러 생존자

## 역대 선거 결과
|  | 35.37% |

|  | 54.75% |

|  | 70.60% |

## 소속 정당
| 소속 정당 | 소속 정당  | 소속 기간 | 비고                |
| --------- | ---------- | --------- | ------------------- |
|           | 무소속     | 1991~1993 | 정계 입문           |
|           | 민주자유당 | 1993~1995 | 입당                |
|           | 신한국당   | 1995~1997 | 당명 변경           |
|           | 한나라당   | 2007~2012 | 입당                |
|           | 새누리당   | 2012~2017 | 당명 변경 정계 은퇴 |
|           | 자유한국당 | 2017~2020 | 당명 변경           |
|           | 미래통합당 | 2020      | 합당                |
|           | 국민의힘   | 2020~현재 | 당명 변경           |

## 같이 보기
- 상주시 (선거구)
- 상주시의 국회의원
- 경상북도 부지사
- 경상북도지사
- 서울특별시장
- 대한민국의 환경부 장관
- 대한민국의 대통령비서실 수석비서관
- 대한민국의 행정안전부 차관
- 대한민국의 행정안전부 장관